# US Open 2012 (tennis)
De 132e editie van het Amerikaanse grandslamtoernooi, de US Open 2012, werd gehouden van 27 augustus tot en met 10 september 2012. Voor de vrouwen was het de 126e editie. Het toernooi werd gespeeld op het terrein van het USTA Billie Jean King National Tennis Center in Flushing Meadows, in het New Yorkse stadsdeel Queens. Wegens hevige storm liep het toernooi uit en kon de herenenkelspelfinale pas op maandag plaatsvinden.

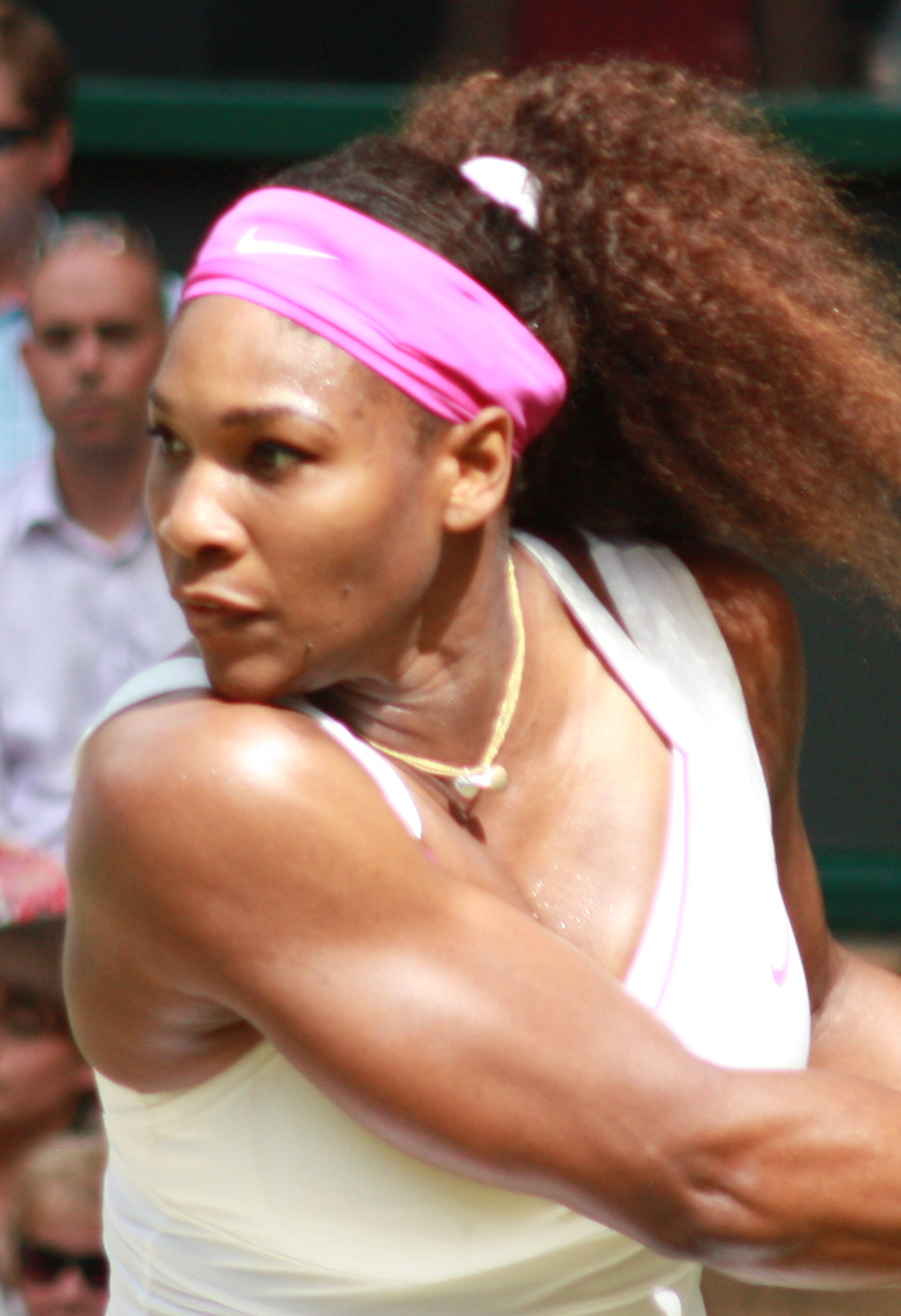
Serena Williams, winnares bij de dames.

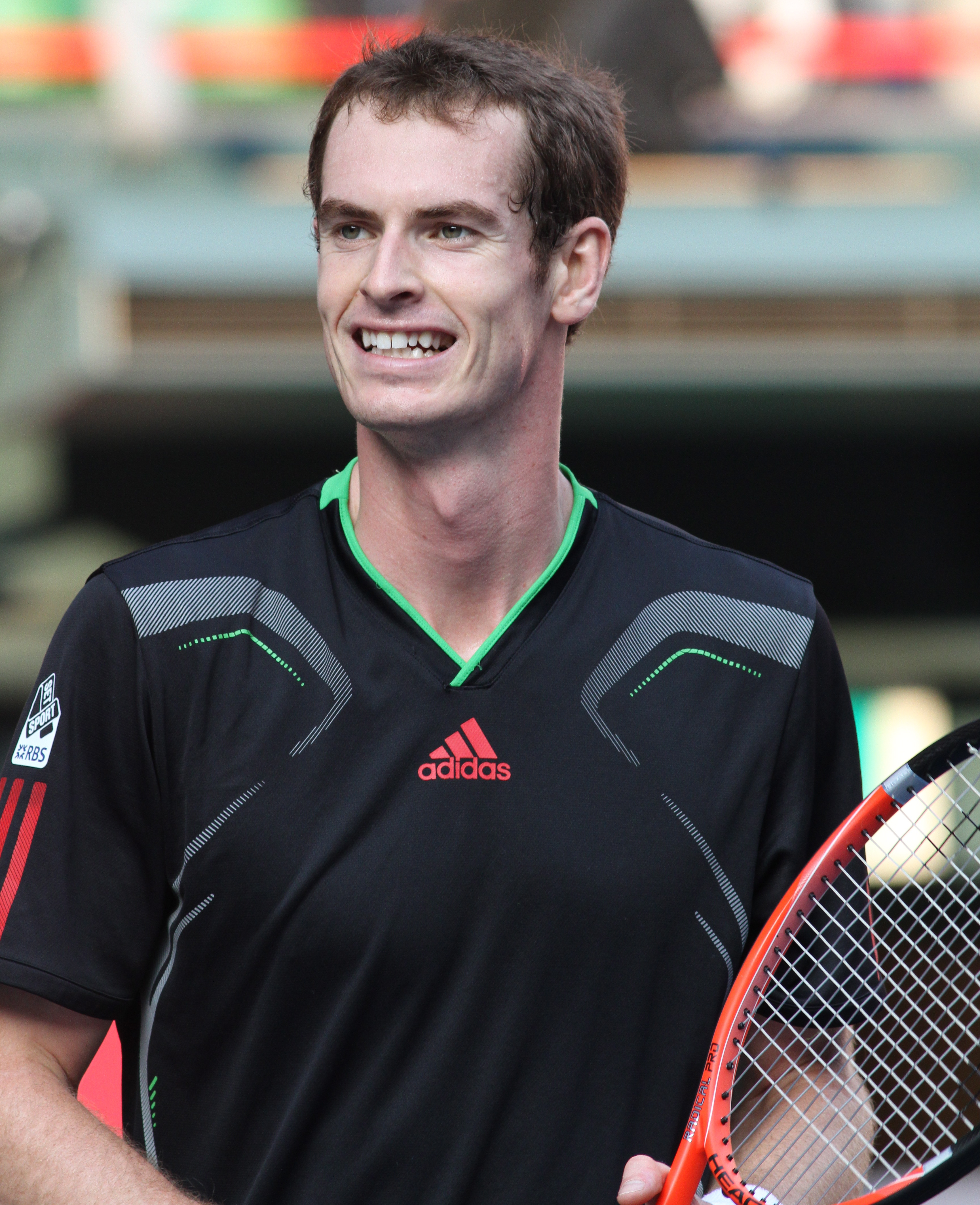
Andy Murray, winnaar bij de heren.

## Enkelspel

### Dames
Titelverdedigster was  Samantha Stosur. Ze bereikte de kwartfinale, waar ze werd uitgeschakeld door de als eerste geplaatste  Viktoryja Azarenka.
In de finale won  Serena Williams (4) van  Viktoryja Azarenka (1) met 6-2, 2-6, 7-5. Het was Serena's vijftiende grandslamtitel, en de vierde op de US Open.

### Heren
Titelverdediger was Novak Đoković – de als tweede geplaatste Serviër drong ook dit jaar tot de finale door. De als derde geplaatste Brit Andy Murray won zijn eerste grandslamtitel door Đoković in een 4 uur en 54 minuten durende vijfsetter te verslaan: 7-610, 7-5, 2-6, 3-6, 6-2. Murray is de eerste Britse winnaar van een grandslamtoernooi sinds Fred Perry's US Open-titel van 1936.

## Dubbelspel

### Damesdubbelspel
Titelverdedigsters waren  Liezel Huber en  Lisa Raymond. Zij waren als eerste geplaatst, maar kwamen niet verder dan de derde ronde.
In de finale won het als tweede geplaatste Italiaanse koppel Sara Errani / Roberta Vinci van het derde reekshoofd, het duo Andrea Hlaváčková en Lucie Hradecká uit Tsjechië, met 6-4, 6-2.

### Gemengd dubbelspel
Titelverdedigers waren het Amerikaanse koppel Melanie Oudin en Jack Sock, die met een wildcard tot het toernooi waren toegelaten. Zij kwamen niet verder dan de tweede ronde.
In de finale won het ongeplaatste koppel  Jekaterina Makarova /  Bruno Soares van het als vierde geplaatste duo  Květa Peschke en  Marcin Matkowski met 68-7, 6-1, [12-10].

### Herendubbelspel
Titelverdedigers waren  Jürgen Melzer en  Philipp Petzschner. Zij waren als tiende geplaatst, en kwamen niet verder dan de tweede ronde.
In de finale wonnen de als tweede geplaatste Amerikaanse broers Bob en Mike Bryan van het vijfde reekshoofd,  Leander Paes en  Radek Štěpánek, met 6-3, 6-4.

## Junioren
Meisjes enkelspel

Finale: Samantha Crawford (VS) won van Anett Kontaveit (Estland) met 7-5, 6-3
Meisjes dubbelspel

Finale: Gabrielle Andrews (VS) en Taylor Townsend (VS) wonnen van Belinda Bencic (Zwitserland) en Petra Uberalová (Slowakije) met 6-3, 6-4
Jongens enkelspel

Finale: Filip Peliwo (Canada) won van Liam Broady (VK) met 6-2, 2-6, 7-5
Jongens dubbelspel

Finale: Kyle Edmund  (VK) en Frederico Ferreira Silva (Portugal) wonnen van Nick Kyrgios (Australië) en Jordan Thompson (Australië) met 5-7, 6-4, [10-6]